# Burgettstown
Burgettstown est un borough situé au nord du comté de Washington, en Pennsylvanie, aux États-Unis,. En 2010, il comptait une population de 1 388 habitants, estimée au 1er juillet 2020 à 1 306 habitants. Le borough est fondé en 1795 et incorporé le 23 mars 1881.

## Démographie
Lors du recensement de 2010, le borough comptait une population de 1 388 habitants. Elle est estimée, en 2020, à 1 306 habitants.